# Don Carlos, hertig av Madrid

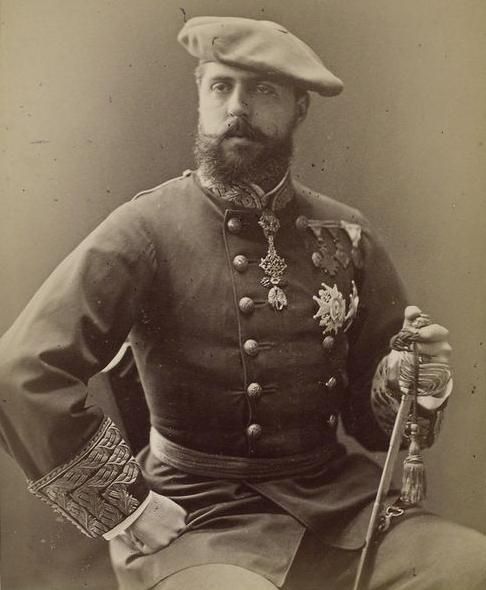
Don Carlos

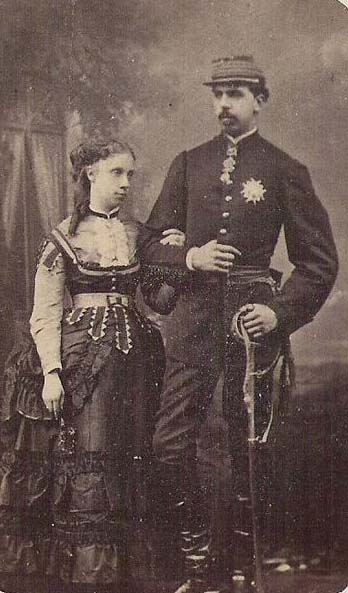
Margherita av Bourbon-Parma med sin make don Carlos, hertig av Madrid

Don Carlos, hertig av Madrid, fullständigt namn Carlos María de los Dolores Juan Isidro José Francisco Quirín Antonio Miguel Gabriel Rafael de Borbón y Austria-Este, infant av Spanien, född 30 mars 1848, död 18 juli 1909, var tronpretendent till spanska tronen som son till Don Juan, hertig av Montizon.
Don Carlos, som var sin liberalt inriktade fars diametrala motsats, hyllades efter farbrodern Don Carlos, greve av Montemolins död av extrema carlister och blev vid faderns avsägelse 1868 officiellt partiets pretendent som "Karl VII". Under virrvarret i Spanien 1868–1874 gjorde flera olika resningsförsök i hans namn, och 1873 deltog han själv i ett sådant och lyckades fram till 1876 också hålla sig kvar i norra Spanien. 
Sedan den äldre franska linjen av Bourbon dött ut med greven av Chambord, ansåg sig Don Carlos även arvsberättigad till Frankrike och protesterade mot att greven av Paris upptog liljevapnet. Hans många proklamationer tillmättes dock ingen politisk betydelse.
Med sin första maka prinsessan Margherita av Bourbon-Parma (1847–1893) (en syster till Robert I av Parma ) fick han bland annat sonen som fick överta tronpretendentskapet:
Jaime, hertig av Madrid, fullständigt namn Jaime Pío Juan Carlos Bienvenido Sansón Pelayo Hermenegildo Recaredo Álvaro Fernando Gonzalo Alfonso María de los Dolores Enrique Luis Roberto Francisco Ramiro José Joaquín Isidro Leandro Miguel Gabriel Rafael Pedro Benito Felipe, infant av Spanien, född 27 juni 1870, död 9 oktober 1931.